# Josep Rabasa Singla
Josep Rabasa Singla, conocido como Papitu Rabasa (Prats del Rey, Barcelona, 8 de septiembre de 1904 - Mollet del Vallès, 15 de mayo de 1978) fue un empresario español, cofundador con su hermano Simeón de la empresa de motocicletas Derbi, embrión de la futura Derbi.

## Biografía
Sus padres, Andreu (mozo de escuadra) y Rita (bordadora nacida en Talamanca), tuvieron cinco hijos: Margarita, Simeón, José, Teresa y Juan. Después de un tiempo en La Pobla de Lillet, en 1914 la familia se instaló en Mollet del Vallés. Durante la guerra civil española huyó a Francia pasando la frontera por los Pirineos (en mayo de 1938) en una expedición numerosa que fue descubierta por los carabineros fronterizos y que costó la vida de una treintena de los fugitivos.
En mayo de 1944, José Rabasa constituyó, asociado con su hermano Simeón y otros inversores, «Bicicletas Rabasa», el embrión de la futura Derbi. Durante toda su vida, José Rabasa ejerció de director de la fábrica y fue uno de los principales impulsores del equipo de competición de la marca, el cual dirigió desde un comienzo propiciando su rápido éxito en el mundial de velocidad con pilotos como Josep María Busquets, Jacques Roca o Ángel Nieto.
Apasionado de las carreras, él mismo participó en numerosas competiciones de motociclismo y de automovilismo durante años. También fue el creador y principal impulsor de pruebas de prestigio como la Vuelta al Vallès.
Su hijo, Jordi Rabasa, fue un conocido piloto de trial durante la década de 1970 que ocupó cargos directivos en Derbi y fundó la marca de motocicletas Mecatecno.